# ピークフローメーター

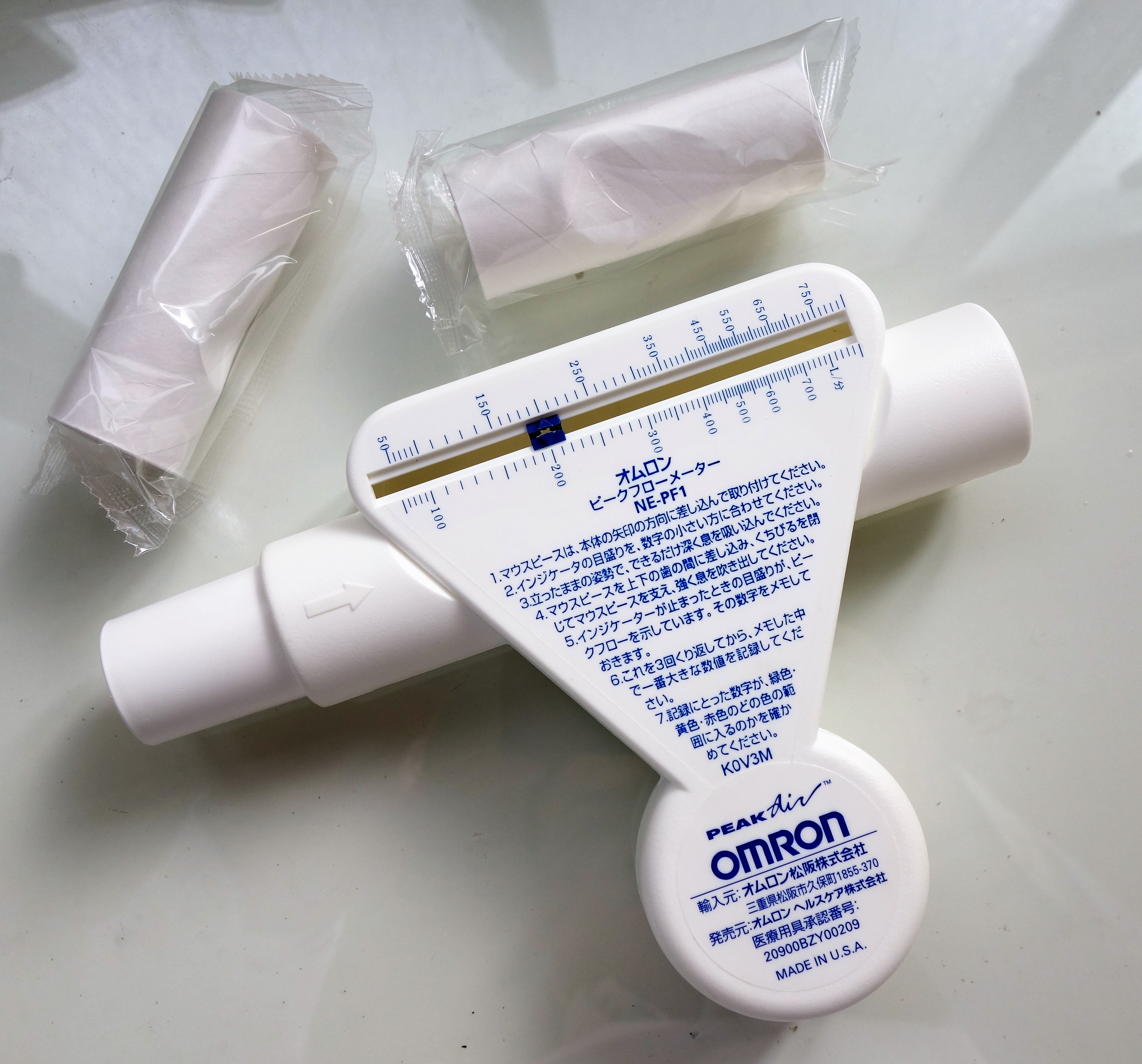
ピークフローメーター

ピークフローメーター（英:peak flow meter、PFメーターとも表記）とは、ピークフロー値（十分息を吸い込んだ状態で、極力息を早く出したときの息の速さ）を測る医療用計測器。気管支喘息の管理に使用されるものである。そのため、これを用いて直接発作を抑えることは出来ない。
気道が狭くなっている時はピークフロー値が低くなり、自覚症状のないような軽い発作も発見できる。ピークフロー値は毎日記録し、変化の量を見ることで発作の予知や、日常の喘息コントロール状態を把握することが可能となる。
毎日のピークフロー値の変化が少なく、かつ患者本人の最大値に近い状態が数か月維持できれば喘息の状態は概ね良好と考えられる。
小型の電子ピークフローメーターもある。また、スマートフォンに繋げるものも開発中となっている。